# 世界无线电通信大会

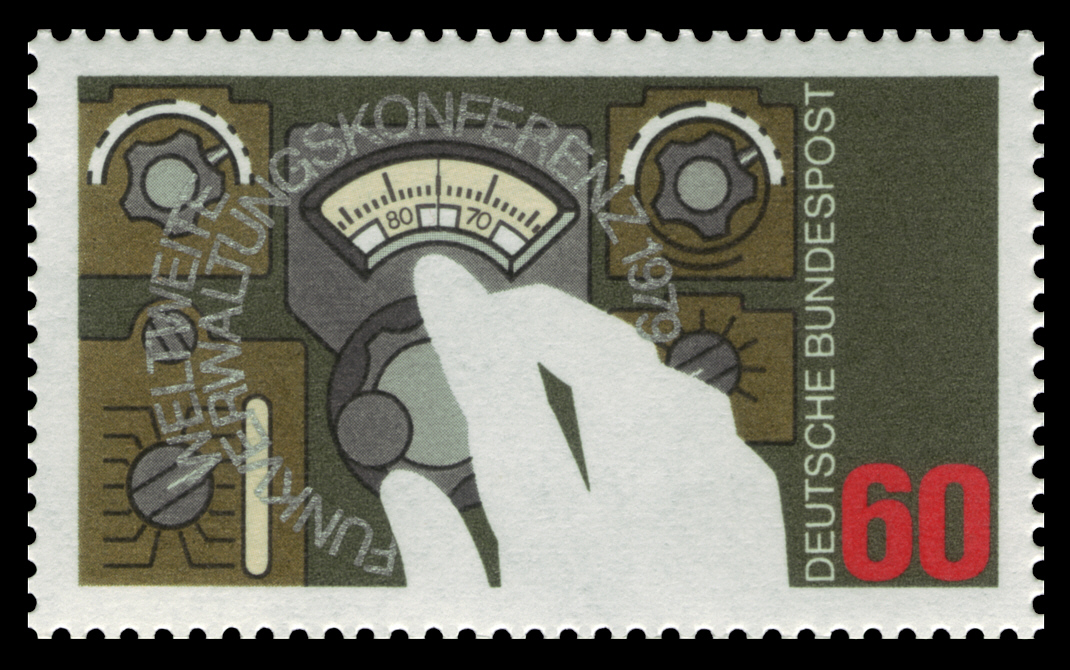
世界无线电通信大会

世界无线电通信大会（World Radiocommunication Conference, WRC）是由国际电信联盟（ITU）组织的世界无线电通信会议，以修订、审校无线电通信规则，有关无线电频谱、同步卫星和非同步卫星轨道的使用等国际条约。这个会议大约三年或四年举行一次。在1993年之前，它被称作世界无线电行政会议（World administrative radio conference, WARC）。在1992年于日内瓦举行的一次委员会上，国际电信联盟重组，这个会议随后成为WRC。

## 历届会议
- 2023年世界无线电通信大会 （阿拉伯联合酋长国，迪拜，2023年11月20日至12月15日）
- 2019年世界无线电通信大会 （埃及，沙姆沙伊赫，2019年10月28日至11月22日）
- 2015年世界无线电通信大会 （瑞士，日内瓦，2015年11月2日至11月27日）
- 2012年世界无线电通信大会 （瑞士，日内瓦，2012年1月23日至2月17日）
- 2007年世界无线电通信大会 （瑞士，日内瓦，2007年10月22日至11月16日）
- 2003年世界无线电通信大会 （瑞士，日内瓦，2003年6月9日至7月4日）
- 2000年世界无线电通信大会 （土耳其，伊斯坦布尔，2000年5月8日至6月2日）
- 1997年世界无线电通信大会 （瑞士，日内瓦，1997年10月27日至11月21日）
- 1995年世界无线电通信大会 （瑞士，日内瓦，1995年10月23日至11月17日）
- 1993年世界无线电通信大会 （瑞士，日内瓦，1993年11月）